# Norwegische Badmintonmeisterschaft 2012
Die Norwegische Badmintonmeisterschaft 2012 fand vom 3. bis zum 5. Februar 2012 in der Jotunhallen in Sandefjord statt. Ausrichter war der Sandefjord Badmintonklubb.

## Sieger und Platzierte
| Disziplin    | Gold                                  | Silber                         | Bronze                           |
| ------------ | ------------------------------------- | ------------------------------ | -------------------------------- |
| Herreneinzel | Jim Ronny Andersen                    | Marius Myhre                   | Pål Withers                      |
| Herreneinzel | Jim Ronny Andersen                    | Marius Myhre                   | Steinar Klausen                  |
| Dameneinzel  | Sara Blengsli Kværnø                  | Sonja Wåland                   | Marie Wåland                     |
| Dameneinzel  | Sara Blengsli Kværnø                  | Sonja Wåland                   | Thea Kristina Johansen           |
| Herrendoppel | Steinar Klausen Erik Rundle           | Marius Myhre Jonas Christensen | Bent Mørken Truls Barth Nilsen   |
| Herrendoppel | Steinar Klausen Erik Rundle           | Marius Myhre Jonas Christensen | André Andersen Thomas Andersen   |
| Damendoppel  | Monica Halvorsen Sara Blengsli Kværnø | Marit Ulmo Helene Trommestad   | Linn Lilian Stenrud Marthe Skaug |
| Damendoppel  | Monica Halvorsen Sara Blengsli Kværnø | Marit Ulmo Helene Trommestad   | Helene Abusdal Sonja Wåland      |
| Mixed        | Jim Ronny Andersen Helene Abusdal     | Erik Rundle Monica Halvorsen   | Eirik Paulsen Randi Selle        |
| Mixed        | Jim Ronny Andersen Helene Abusdal     | Erik Rundle Monica Halvorsen   | André Andersen Helene Trommestad |